# Heptahectogone
Un heptahectogone[réf. nécessaire] est un polygone à 700 sommets, donc 700 côtés et 243 950 diagonales.
La somme des angles internes d'un 700-gone non croisé vaut 125 640 degrés.

## 700-gones réguliers
Un 700-gone régulier est un 700-gone dont les côtés ont même longueur et dont les angles internes ont même mesure. Il y en a 120 : 119 étoilés (notés {700/k} pour k impair de 3 à 349 sauf les multiples de 5 ou 7) et un convexe (noté {700}). C'est de ce dernier qu'il s'agit lorsqu'on dit « le 700-gone régulier ».

## Caractéristiques du 700-gone régulier
Si a est la longueur d'une arête :
- le périmètre vaut {\displaystyle P=700\,a} ;
- l'aire vaut {\displaystyle A=175\,a^{2}\cot \left({\frac {\pi }{700}}\right)} ;
- l'apothème vaut {\displaystyle H={\frac {2\,A}{P}}={\frac {a}{2}}\cot \left({\frac {\pi }{700}}\right)} ;
- le rayon vaut {\displaystyle R={\frac {H}{\cos \left({\frac {\pi }{700}}\right)}}={\frac {a}{2\sin \left({\frac {\pi }{700}}\right)}}}.